# Graphiocladiella clavigera
Graphiocladiella clavigera är en svampart som beskrevs av H.P. Upadhyay 1981. Graphiocladiella clavigera ingår i släktet Graphiocladiella och familjen Ophiostomataceae.   Inga underarter finns listade i Catalogue of Life.